# Hugo Johansson (zapaśnik)
Anders Sigfrid Hugo Johansson (ur. 19 kwietnia 1888 w Malmö, zm. 16 maja 1969 tamże) – szwedzki zapaśnik walczący w stylu klasycznym. Olimpijczyk ze Sztokholmu 1912, gdzie zajął dziewiąte miejsce w wadze piórkowej.
Wicemistrz świata w 1913 roku. Mistrz kraju w 1910 i 1911 roku.

## Letnie Igrzyska Olimpijskie 1912
| Konkurencja          | Rundy eliminacyjne     | Rundy eliminacyjne     | Rundy eliminacyjne       | Rundy eliminacyjne      | Rundy eliminacyjne   | Klas. końcowa |
| Konkurencja          | Przeciwnik I           | Przeciwnik II          | Przeciwnik III           | Przeciwnik IV           | Przeciwnik V         | Miejsce       |
| -------------------- | ---------------------- | ---------------------- | ------------------------ | ----------------------- | -------------------- | ------------- |
| 60 kg styl klasyczny | Georg Andersen (GER) Z | William Lyshon (USA) Z | Georg Gerstäcker (GER) P | József Pongrácz (HUN) Z | Otto Lasanen (FIN) P | 9.            |